# Флаг Пятигорска
Флаг муниципального образования города-курорта Пятиго́рска Ставропольского края Российской Федерации — опознавательно-правовой знак, служащий официальным символом муниципального образования города-курорта Пятигорска.
Утверждён 27 сентября 2007 года решением Думы города Пятигорска Ставропольского края № 120-18 ГД. 25 июня 2008 года, после доработки, внесён в Государственный геральдический регистр Российской Федерации с присвоением регистрационного номера 4135.
Фактически же зарегистрированный флаг не является действующим, поскольку город-курорт Пятигорск продолжает использовать флаг 2007 года в его первоначальном варианте.

## Описание и обоснование символики
Полотнище флага города-курорта Пятигорска горизонтальное. Отношение ширины (вертикального размера) флага города-курорта Пятигорска к его длине (горизонтальному размеру) 2:3. Изображения на флаге города-курорта Пятигорска полностью повторяют герб муниципального образования города-курорта Пятигорска Ставропольского края. Исключение составляют серебряный и золотой цвета, которые заменяются на флаге города-курорта Пятигорска соответственно на белый и жёлтый.— Решение Думы города Пятигорска от 22 сентября 2007 г. № 120-18 ГД
Флаг города-курорта Пятигорска разделён на две равновеликие горизонтальные полосы — синего (вверху) и красного (внизу) цветов.
Синий цвет (лазурь) символизирует величие и красоту города.
В центре синей полосы помещена композиция жёлтого цвета на чёрном фоне: повёрнутый вправо орёл, терзающий змею. Орёл — символ величия и победы над злом и болезнями, которые олицетворяет змея. Композиция расположена на фоне белого силуэта пятиглавой горы Бештау, давшей название городу Пятигорску.
В центре красной (червлёной) полосы, цвет которой которой символизирует силу минеральных источников, под силуэтом Бештау расположен символ источников: жёлтый круг, из которого вверх бьют жёлтые струи целебной воды, растекаясь вправо и влево. Они достигают таких же жёлтых струй большего размера. Множество струй воды указывает на многочисленность целебных источников Пятигорска. Ниже по центру расположен жёлтый ключ. Этот символ указывает на исторически важное положение города — старейшего на Кавказских Минеральных Водах, ставшего воротами к целебным источникам.
Жёлтый цвет (золото) элементов флага города-курорта Пятигорска символизирует жизнеутверждающее начало.

## История
В 2007 году решением главы города Пятигорска Л. Н. Травнева была образована геральдическая комиссия, в число задач которой входила разработка символов города-курорта: герба, флага, гимна и товарного знака.
Летом того же года геральдической комиссией при главе города был объявлен конкурс проектов символики Пятигорска. В течение июля-августа на рассмотрение членов комиссии поступило около 300 конкурсных работ. Лучшими из них были признаны проекты герба и флага, исполненные членом Союза дизайнеров и Союза художников России, преподавателем Ставропольского краевого училища дизайна Ю. А. Логачёвым. По словам Юрия Александровича, при работе над эскизами он «в первую очередь опирался на главные требования [конкурса] — лаконичность и лёгкую читаемость изображаемых на гербе и флаге символов» и постарался «сделать всё, чтобы у горожан возникало ощущение чего-то одновременного и нового, и (…) традиционного — узнаваемого». Такими узнаваемыми символами стали помещённые в гербовом щите и на полотнище флага изображения орла — «символа, с которым вот уже более ста лет неразрывно связан Пятигорск», горы Бештау и минеральных источников.
27 сентября 2007 года городская Дума официально утвердила новые символы Пятигорска. 29 сентября того же года, в рамках празднования 227-летия города-курорта, герб и флаг Пятигорска были представлены местному населению на поляне Песен, где проходила основная часть праздничных мероприятий.

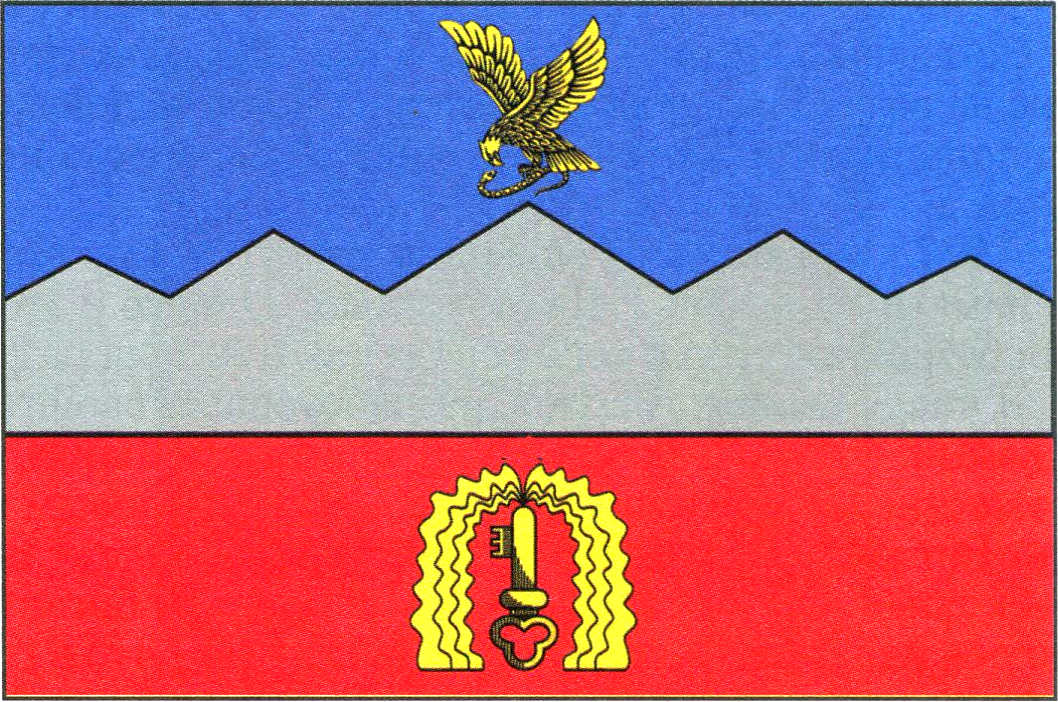
Флаг города Пятигорска, зарегистрированный в 2008 году Государственным геральдическим советом

Принятая депутатами Думы символика была направлена на экспертизу в Геральдический совет при Президенте РФ, который выявил в ней нарушения правил геральдики. При участии геральдической комиссии при губернаторе Ставропольского края герб и флаг Пятигорска были откорректированы, а затем вновь направлены в Геральдический совет.
В представленной на рассмотрение версии флага «орёл целиком находился в пределах синей полосы», расположенный под силуэтом Бештау «символ источников» также был изменён. Государственная герольдия одобрила данный вариант и 25 июня 2008 года внесла его в Государственный геральдический регистр под номером 4135. Согласованное с Геральдическим советом описание флага гласило:

Прямоугольное полотнище с отношением ширины к длине 2:3, воспроизводящее композицию герба города Пятигорска в синем, красном, белом и жёлтом цветах.— Охонько Н. А. Символы малой родины
На практике зарегистрированная символика городом-курортом Пятигорском не используется. Его официальными символами продолжают оставаться первые варианты герба и флага, утверждённые 27 декабря 2007 года.